# Polygram
PolyGram var et pladeselskab, som blev stiftet i 1972 gennem en sammenlægning af Polydor og Phonogram, som på sin side fusionerede helt i 1977. Selskabet blev absorberet i Universal Music Group gennem et salg i 1998.
PolyGram var et eget mærke, men havde underselskaber i Deutsche Grammophon, Philips, Polydor, Mercury Records og Vertigo Records. I 1987 blev PolyGram et heleejet datterselskab til Philips gennem at sidstnævnte opkøbte Siemens AGs ejerandel. Ved en restrukturering af aktiekapitalen i 1993 blev Phillips ejerandel mindsket til 75 %. Selskabet opkøbte flere andre pladeselskaber, hvoraf nogle af de mest kendte var Decca Records (1979), Island Records (1989) og Motown Records (1993). I 1994 blev PolyGram det første plateselskab i Vesten som etablerede et datterselskab i Rusland. 
I 1998 blev PolyGram opkøbt af den canadiske spritproducent Seagram og har senere blevet en del af Universal Music Group.